# Stelis rhodotantha
Stelis rhodotantha är en orkidéart som först beskrevs av Heinrich Gustav Reichenbach, och fick sitt nu gällande namn av Alec M. Pridgeon och Mark W. Chase. Stelis rhodotantha ingår i släktet Stelis och familjen orkidéer. Inga underarter finns listade i Catalogue of Life.